# فرمانداری

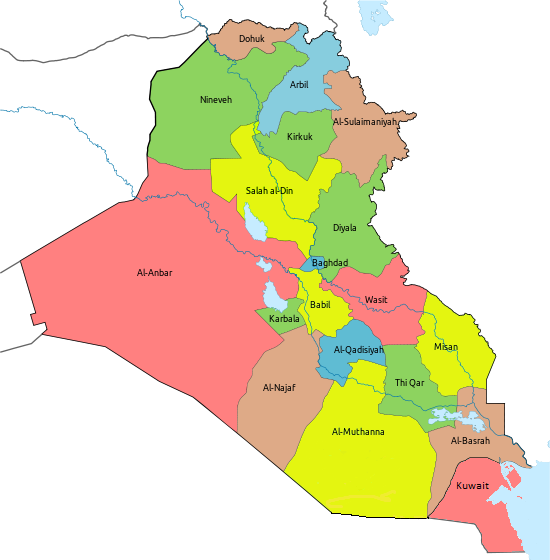
استان کویت، نوزدهمین استان عراق در طول جنگ خلیج فارس

 فَرمانداری  (به انگلیسی: governor) به منصب یا ساختمان محل استقرار یک فرماندار گفته می‌شود. در ایران هر استان به چندین شهرستان تقسیم شده و شخص مسئول هر شهرستان را فرماندار می‌گویند.
در معنی قدیمی‌تر و پیش از استقرار تقسیمات کشوری امروزی، به والیان واحدهای مختلف سیاسی که از سوی شاه
یا خلیفه دارای فرمان والیگری بودند فرماندار گفته می‌شد.
در آمریکا به مسئول یک ایالت فرماندار گفته می‌شود.
| واحد تقسیمات کشوری | مسئول               | نهاد                  | نوع            | مرکز         |
| ------------------ | ------------------- | --------------------- | -------------- | ------------ |
| کشور               | وزیر کشور           | وزارت کشور            | دولتی          | پایتخت       |
| استان              | استاندار            | استانداری             | دولتی          | مرکز استان   |
| شهرستان            | فرماندار            | فرمانداری (ویژه)      | دولتی          | مرکز شهرستان |
| بخش                | بخشدار              | بخشداری               | دولتی          | مرکز بخش     |
| دهستان             | بخشدار (قبلاً دهدار) | بخشداری (قبلاً دهداری) | دولتی          | مرکز دهستان  |
| شهر                | شهردار              | شهرداری               | عمومی غیردولتی | –            |
| روستا              | دهیار               | دهیاری                | عمومی غیردولتی | –            |